# Viracocha

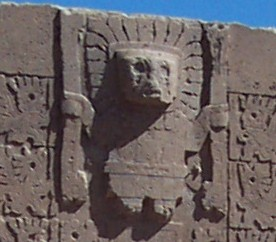
Viracocha - Porta do Sol, detalhe.

Viracocha, Wiracocha ou Huiracocha (em quíchua: Apu Kun Tiqsi Wiraqutra) é a divindade invisível, criadora do mundo na cosmovisão inca, considerado como o esplendor original, o Senhor, Mestre do Mundo, sendo o primeiro deus dos antigos tiahuanacos, que provinham do lago Titicaca, de cujas águas teria surgido (senão da caverna de Pacaritambo, conforme outras versões), criando então o céu e a terra, pelo que é intimamente associado ao mar. É o arquétipo da ordem do universo no ser humano.
Divindade andrógina criada por si mesma, representava a dualidade da criação, imortal, introduzida durante a expansão Wari-Tiwanaco, é a deidade principal, criadora do Universo e tudo que nele existe: a terra, o sol, os seres humanos, as plantas, adotando distintas formas, e se acreditava que ele estava em toda parte. É uma entidade que representa em si próprio a potência masculina e feminina.
O culto ao deus criador supõe um conceito que abrange o abstrato e o intelectual, e era destinado apenas à nobreza.
Este deus, ou Huaca, aparentemente também está presente na iconografia dos habitantes de Caral e de Chavín, antigas cidades no atual território do Peru.

## Etimologia
Em quechua, tiqsi significa "fundamento, base, início"; enquanto que wiraqutra provém da fusão dos vocábulos: wira (gordura) e qutra (que contém água - lago, lagoa). Na simbologia dos antigos andinos, a gordura era um símbolo da energia e a água o elemento capital do ciclo vital do universo.
Quando os primeiros cronistas chegaram à América, a língua espanhola estava ainda em plena evolução, carecendo de normatização em seu alfabeto. Em tais casos, era comum o uso do V como o  U para representar indistintamente a vogal u, e a semi-consoante W, que hoje tanto se escreve com U ou HU, naquele idioma. Por esta razão a grafia do nome deste deus foi largamente transliterada como Viracocha, e ainda outros escreviam Huiracocha ou Huiraccocha. Em outras versões seu nome era Ticci, Tiki ou Teisi.

## Doutrina

### Criação do Mundo
Viracocha, assim como outras deidades, era nômade e tinha um companheiro alado - o pássaro Inti, uma espécie de ave mágica, conhecedora do presente e do futuro, representada nos mitos orais como um colibri com asas de ouro (Quri qinqi).
Na Mitologia Inca, atribui-se a este deus todo-poderoso a faculdade de dirigir a construção de tudo que é visível e invisível. Organizando o Universo em três mundos relacionados entre si, em dualidade e harmonia.
- Hanan Pacha: o mundo de cima, habitam os seres celestes, constelações, astros, raios, estrelas, arco-íris, nuvens.
- Kay Pacha: o mundo daqui, convivem os seres terrestres, as montanhas, os lagos, os homens, os animais, as plantas.
- Uchu Pacha: o mundo subterrâneo, vivem os mallquis que são as sementes, os ancestrais enterrados para que na terra nasçam os homens novos.

Estes mundos estão relacionados através da Yacumama e Sachamama que os atravessam:
- Yacumama é o poder das águas e da fecundidade. No mundo de cima é o raio, no mundo terreno é o rio, e no subterrâneo é a serpente.
- Sachamama é o poder da fertilidade, que no mundo de cima é o arco-íris, aqui no terrestre é a árvore, e no subterrâneo é a serpente de duas cabeças, uma em cada extremidade.

Entre esse mundo interior ou subterrâneo, existe uma comunicação física através dos orifícios da terra, covas, crateras, lagoas, denominadas genericamente de pacarinas, relacionadas à origem dos seres viventes.
Entre o mundo terreno e o celeste, a comunicação se torna ideal. O homem se converte no mediador e intérprete dos mundos.
Iniciou sua obra no mundo dos antigos (ñawpa pacha), talhando na pedra as figuras dos dois primeiros seres humanos, dos primeiros homens e mulheres que vão tornar-se os fundamentos de seu trabalho.
Quando Viracocha coloca estas estátuas nos vários lugares que lhes correspondem e, e lhes dá nome, animam-se e ganham vida na escuridão do mundo primitivo (ñawpa pacha), posto que não havia ainda o deus cuidador de dar luz à Terra, que era então iluminada apenas pelo claror de Titi, um puma selvagem e chamejante, que vive no alto do mundo - certamente o jaguar que se entrelaça com outros animais nas representações totêmicas do Império Inca e das culturas pré-inca e incas.
O mundo visível chama-se Kay Pacha, mas ainda está incompleto porque Viracocha postergou o labor de criação completa do mundo, com o nascimento dos seres humanos que vão desfrutar dele.
Satisfeito com os homens, o deus prosseguiu em seu projeto, agora pondo em seu lugar devido os filhos, o Sol (Inti), a Lua (Mama Quilla), as infinitas estrelas, até cobrir toda a abóboda celeste com suas luzes.
Depois, Viracocha dirige-se ao norte para, a partir de lá, chamar ao seu lado as criatura que ele acabara de dotar com vida própria.
A partir de Tiahuanaco, Tiqsi Huiracocha delegou as tarefas secundarias da criação a seus dois ajudantes, Tocapu Huiracocha e Imaymana Huiracocha, que iniciam imediatamente as rotas do leste e oeste dos Andes, para a cada instante nestes largos caminhos dar vida e nome a todas as plantas e animais que vão fazendo aparecer sobre a face da terra, na sua linda missão de auxiliar e complementar a obra realizada antes por seu deus e senhor Huiracocha, missão que terminam junto a a orla do mar, para depois mergulhar regiamente nas suas águas, uma vez cumprida a tarefa ordenada pelo deus criador principal do universo e dos incas e pré-incas ao que parece desde a época de Caral.

### Origem
Nos mitos orais, Huiracocha mostra-se como um sábio governante da época de Caral que ditou as leis da economia de retribuição (trueque, sistema de distribuição do trabalho) como também da Ayllu a grande unidade familiar andina. Viracocha logo ascendeu a categoria divina, igual a de todos os grandes governantes pré-incas e incas.

### Sinônimo
Devido a ser o principal ícone da mitologia inca, no vocabulário moderno, em todo os Andes centrais, é um nome de tratamento de respeito como senhor.